# Pokosnica
Pokosnica (periosteum) je vezivna opna koja prekriva spoljašnju površinu kostiju, osim u predelu zglobnih površina koje prekriva zglobna hrskavica. Građena je od dva sloja - spoljašnjeg (fibroznog) i unutrašnjeg (osteogenog). Spoljašnji sloj je dobro inervisan i vaskularizovan, a u unutrašnjem se nalaze osteoblasti, ćelije sposobne da stvaraju koštano tkivo. One su aktivne u periodu okoštavanja, dok kod preloma kosti učestvuju u zarastanju i stvaraju kalusa.